# Couvent des Ursulines de Montpellier
Pour les articles homonymes, voir Couvent des Ursulines.
Le couvent des Ursulines est un couvent du XVIIe siècle transformé en prison au XIXe siècle. Situé dans le quartier de la rue Sainte-Ursule, à Montpellier, dans l'Hérault, cet édifice est inscrit aux monuments historiques et abrite actuellement le siège du centre chorégraphique national de Montpellier.

## Historique
Au Moyen Âge, vers le début de la seconde moitié du XIVe siècle, les religieuses de l'ordre de Sainte-Catherine érigent un monastère.
Après les guerres de Religion promulguant la Réforme et durant l’épiscopat de l'évêque Pierre Fenouillet, une volonté de reconquête religieuse par les catholiques est réalisée sur la ville de Montpellier. En 1641, Pierre Fenouillet obtient de son homologue Fulcrand de Barrès de faire venir six religieuses de l’ordre de Sainte-Ursule de Pézenas. Se consacrant à l'éducation des jeunes filles pauvres, elles sont installées dans une partie du monastère rebâti, en 1657, qui prend le nom de couvent des Ursulines. L'édifice est alors érigé par l'architecte Jean Bonnassier.
De 1697 à 1738, durant l'épiscopat de l'évêque janséniste Joachim de Colbert, les Ursulines sont soutenues d'assurer leur vocation d'enseignantes, ouvrir de nouvelles classes et accueillir de nombreuses pensionnaires. En revanche jusqu'en 1748, son successeur, Mgr Berger de Charancy, hostile au jansénisme, fait retirer les pensionnaires en les confiant au couvent voisin des Visitandines, ainsi qu'au couvent du Vignogoul,.
Bien qu'utilisé dans un premier temps à des fins religieuses, le couvent sera peu à peu réutilisé pour différentes raisons martiales. Il fera alors office de prison (à l'époque de la Révolution), puis durant quelques années de caserne, puis à nouveau de prison et ensuite de prison pour femmes de 1825 jusqu'en 1934, puis de prison militaire (durant l'Occupation, notamment, la Gestapo occupera le couvent des Ursulines comme centre d'interrogatoire et de rétention des résistants) et à nouveau de caserne (caserne Grossetti : bureau d'information de l'armée de l'air) de l'après-guerre jusqu'en 1986.
L'achat du couvent des Ursulines par la commune se fait en plusieurs étapes, à la suite des différentes procédures administratives : dès 1980, la ville de Montpellier annonce qu'elle va acquérir le site, l'Armée ne déménage qu'en 1986 et à la suite d'une convention, la ville occupe immédiatement les lieux même si l'acte définitif d'acquisition n'est finalisé que deux ans plus tard.

## Protection
Prévu pour être détruit, la ville de Montpellier se porte acquéreuse du bâtiment à la fin des années 1980.
L'ensemble des façades et toitures sur le boulevard Louis-Blanc, la rue de l'Université, la rue des Écoles-Laïques et la rue Sainte-Ursule fait l’objet d’une inscription au titre des monuments historiques depuis le 11 juin 1991.